# Frank Tashlin
Frank Tashlin, all'anagrafe Francis Fredrick von Taschlein (Weehawken, 19 febbraio 1913 – Hollywood, 5 maggio 1972), è stato un regista cinematografico e sceneggiatore statunitense.

## Carriera

### Cinema d'animazione e fumetti
Dopo aver lasciato le scuole superiori all'età di tredici anni, Tashlin passò di mestiere in mestiere. Nel 1930 iniziò a lavorare per Paul Terry come disegnatore di cartoni animati per la serie Aesop's Film Fables.
Dopo un breve periodo presso Amadee J. Van Beuren, nel 1932 Tashlin entrò nel cartoon studio di Leon Schlesinger alla Warner Bros., dove furono notate le sue qualità nel settore dell'animazione. Nel 1934, durante il suo tempo libero, iniziò a curare una striscia di fumetti tutta sua, intitolata Van Boring e ispirata al suo ex capo Van Beuren, a cui lavorò per tre anni, firmando le sue storie "Tish Tash".
Tashlin fu licenziato dallo studio quando si rifiutò di riconoscere a Schlesinger parte dei guadagni ricavati dal suo fumetto. Si unì allora allo studio Ub Iwerks, per poi passare nel 1935 allo studio di Hal Roach come sceneggiatore. Nel 1936 ritornò da Schlesinger in qualità di regista di cartoni animati, ruolo in cui i suoi molteplici interessi e l'esperienza maturata nell'industria dei fumetti contribuirono a portare un nuovo stile di regia nel settore.
Nel 1938 lavorò per la Disney come scrittore di soggetti. Poco dopo, entrò come produttore esecutivo alla Columbia Pictures nella divisione cartoni animati.

### Cinema in live action
Nel 1946 Tashlin lasciò il mondo dei cartoni per diventare scrittore di gag per i fratelli Marx, per Lucille Ball e molti altri, e come sceneggiatore per Bob Hope e Red Skelton. Le sue scenette comiche per i film contenevano notevoli echi del suo passato nei cartoni animati.
Come regista e raffinato maestro dello slapstick - ruolo riconosciutogli soprattutto dopo la sua morte avvenuta nel 1972 - Tashlin ottenne una lunga serie di successi commerciali ed apprezzati anche da parte della critica, dirigendo due film della allora celebre coppia Dean Martin & Jerry Lewis: Artisti e modelle (1955) e Hollywood o morte! (1956). Diresse inoltre quattro film con il solo Jerry Lewis dopo la separazione artistica da Martin, ovvero Il balio asciutto (1958), Il ponticello sul fiume dei guai (1958), Il Cenerentolo (1960) e Sherlocko investigatore sciocco (1962).
Da segnalare anche Gangster cerca moglie (1956), un film sulle origini del rock and roll con Tom Ewell e Jayne Mansfield, Dove vai sono guai (1963) e Pazzi, pupe e pillole (1964), entrambi con protagonista ancora Jerry Lewis. Nel frattempo, durante gli anni cinquanta, le opere di Tashlin destarono l'interesse anche della rivista francese di cinema Cahiers du Cinéma con recensioni positive, ma che il regista liquidò in una occasione come "tutte chiacchiere filosofiche". Nel 1963 diresse anche Danny Kaye in Il piede più lungo.
Dalla metà degli anni sessanta i film di Tashlin persero tuttavia molto della loro brillantezza e della loro carica innovativa, forse anche per l'assenza di attori di spessore e congeniali al suo stile, come dimostrano Poirot e il caso Amanda (1965), ove diresse Tony Randall, Robert Morley e Anita Ekberg, e i due film con Doris Day, La mia spia di mezzanotte (1966) e Caprice la cenere che scotta (1967). La sua carriera terminò verso la fine del decennio, insieme a quella di molti gloriosi attori che nel tempo avevano lavorato insieme a lui. Il suo ultimo film, che non ebbe successo, girato nel 1967 e apparso l'anno seguente, fu il satirico Mash, la guerra privata del sergente O'Farrell interpretato da Bob Hope e Phyllis Diller, con la partecipazione straordinaria di Gina Lollobrigida.

### Scrittore
Tashlin scrisse e illustrò tre libri: The Bear That Wasn't (1946), The Possum That Didn't (1950) e The World That Isn't (1951). Anche se spesso definiti "libri per l'infanzia", contengono però dei riferimenti satirici che possono essere compresi appieno solo dagli adulti. Nel 1952 scrisse anche un manuale autoprodotto intitolato How to Create Cartoons ("Come creare cartoni").

## Filmografia

### Regista (parziale)
- Il figlio di viso pallido (Son of Paleface) (1952)
- Il bisbetico domato (Marry Me Again) (1953)
- Susanna ha dormito qui (Susan Slept Here) (1954)
- Artisti e modelle (Artists and Models) (1955)
- Gangster cerca moglie (The Girl Can't Help It) (1956)
- Hollywood o morte! (Hollywood or Bust) (1956)
- Mia moglie è di leva (The Lieutenant Wore Skirts) (1956)
- La bionda esplosiva (Will Success Spoil Rock Hunter?) (1957)
- Il balio asciutto (Rock-a-Bye Baby) (1958)
- Il ponticello sul fiume dei guai (The Geisha Boy) (1958)
- Dinne una per me (Say One for Me) (1959)
- Il Cenerentolo (Cinderfella) (1960)
- L'appartamento dello scapolo (Bachelor Flat) (1962)
- Sherlocko investigatore sciocco (It'$ Only Money) (1962)
- Il piede più lungo (The Man from the Diners) (1963)
- Dove vai sono guai (Who's Minding the Store?) (1963)
- Pazzi, pupe e pillole (The Disorderly Orderly) (1964)
- Poirot e il caso Amanda (The Alphabet Murders) (1965)
- La mia spia di mezzanotte (The Glass Bottom Boat) (1966)
- Caprice la cenere che scotta (Caprice) (1967)
- Mash, la guerra privata del sergente O'Farrell (The Private Navy of Sgt. O'Farrell) (1968)

### Sceneggiatore (parziale)
- Monsieur Beaucaire, regia di George Marshall (1946)
- Il balio asciutto (Rock-a-Bye Baby), regia di Frank Tashlin (1958)